# Renealmia alticola
Renealmia alticola är en enhjärtbladig växtart som beskrevs av Paulus Johannes Maria Maas. Renealmia alticola ingår i släktet Renealmia och familjen Zingiberaceae. Inga underarter finns listade i Catalogue of Life.